# 玛丽亚沃尔特
玛丽亚沃尔特是奥地利克恩顿州克拉根福兰县的一个市镇。总面积17.39平方公里，总人口1357人，人口密度78.0人/平方公里（2005年）。